# Albertisia glabra
Espèce
Synonymes
- Albertisia glabra (Diels ex Troupin) Forman (Diels ex Troupin) Forman (préféré par UICN)[2]
- Epinetrum glabrum Diels ex Troupin[1] [2]

Statut de conservation UICN

 VU B2ab(iii) : Vulnérable
Albertisia glabra (Diels ex Troupin) Forman est une espèce de plantes à fleurs de la famille des Menispermaceae et du genre Albertisia, présente au Cameroun et en Guinée équatoriale.

## Distribution
L'espèce a d'abord été considérée comme endémique du Cameroun où elle a été observée à Nkolbisson près de Yaoundé (région du Centre) ; sur l'île de Dipikar, à Bipindi (d'après G.P. Tchouto Mbatchou) et au piton rocheux d'Ako'Akas (région du Sud).

Par la suite elle a été découverte également en Guinée équatoriale, sur l'inselberg de Piedra Nzas dans la Région continentale (Río Muni).

D'« espèce en danger » (EN), elle a été réévaluée en « espèce vulnérable » (VU), selon les critères de l'UICN.